# Fred Atkins
Fred Atkins (* 29. April 1944 in Sheffield (Tasmanien)) ist ein ehemaliger australischer Radrennfahrer.

## Sportliche Laufbahn
Atkins war im Bahnradsport und im Straßenradsport aktiv. Von 1972 bis 1982 war er Berufsfahrer. Er gewann 1974 die letzte Austragung des Sechstagerennens von Sydney mit Danny Clark als Partner, der damals sein erstes Sechstagerennen gewann. 1978 siegte er im Sechstagerennen von Launceton mit Laurie Venn.
Auf der Straße wurde er 1972 australischer Vizemeister hinter Kevin Spencer. Als Amateur war er 1969 ebenfalls Vizemeister geworden. Im Etappenrennen Herald Sun Tour wurde er 1971 und 1973 jeweils Dritter.

## Berufliches
Atkins war beruflich in der Hafenbehörde von Devonport beschäftigt. Er wurde  2022 mit der Medaille Order of Australia ausgezeichnet.